# Les Boucliers de Mars
Les Boucliers de Mars est une série de bande dessinée créée par Gilles Chaillet (scénario), Christian Gine (dessinateur) et Antoine Quaresma (couleurs), éditée en album de 2011 à 2013 par Glénat.

## Historique
Cette série est terminée. Gilles Chaillet (1946-2011) avait imaginé un second cycle, mais sa disparition en septembre 2011 mettra fin au projet. Trois tomes au total, sortiront, le dernier en 2013.

## Description

### Résumé
Cette série se déroule lors du règne de l'empereur Trajan et présente un complot (imaginé par les auteurs) ourdi par Trajan et Aulus Cornelius Palma dans le but de déclarer la guerre aux Parthes en ayant l'appui du Sénat.

### Personnages
- Trajan : empereur romain
- Hadrien : préteur
- Charax : centurion
- Bestia : tribun militaire, fils de Palma
- Varham : satrape d'Ostrohène
- Aulus Cornelius Palma : gouverneur de Syrie
- Sabine : femme d'Hadrien
- Syra : esclave de Sabine

## Publication
- Les Boucliers de Mars, Glénat :

1. Casus belli, 9 mars 2011  (ISBN 978-2-7234-7156-5)[2],[3].
2. Sacrilèges, 21 mars 2012  (ISBN 978-2-7234-8044-4)[4].
3. Sémiramis, 11 septembre 2013  (ISBN 978-2-7234-9043-6)[1],[5].

### Liens web
- « Les boucliers de Mars », sur bedetheque.com.